# 叉干镇
叉干镇，是中华人民共和国吉林省白城市大安市下辖的一个乡镇级行政单位。

## 行政区划
叉干镇下辖以下地区：
庆发村、光明村、先锋村、庆安村、庆平村、庆学村、六合堂村、民乐村、长城村、建国村和三八村。